# Рувруа (Бельгия)
Рувруа́ (фр. Rouvroy, валлон. Rovroe-e-Gåme / Rovroe / Rouvrwa, пикард. Rouvrou) — коммуна в Валлонии, расположенная в провинции Люксембург, округ Виртон. Принадлежит Французскому языковому сообществу Бельгии. На площади 27,68 км² проживают 1983 человека (плотность населения — 72 чел./км²), из которых 49,57 % — мужчины и 50,43 % — женщины. Средний годовой доход на душу населения в 2003 году составлял 11 014 евро.
Почтовый код: 6767. Телефонный код: 063.